# آمفیماچایرودوس
آمفیماچایرودوس (نام علمی: Amphimachairodus) نام شکارچی از سرده منقرض‌شده و پیشاتاریخی از خانواده گربه‌ایان و زیرخانواده دندان‌خنجری‌ها است، که در حدود ۵٫۳ تا ۹٫۵ میلیون سال پیش در اوراسیا، آفریقا و آمریکای شمالی و در اواخر دورهٔ میوسن زندگی می‌کرده‌اند. ۵ گونه از این تیره وجود داشته که نخستین فسیل از آن در سال ۱۹۲۹ کشف شد.

## ویژگی‌ها
این شکارچی منقرض‌شده شبیه چاقودندان در دورهٔ پلیستوسن بود اما کمی بزرگتر از آن بوده است. در این گونه نرها بسیار بزرگتر از ماده‌ها بودند، همچنین دندان‌های نیش نرها نیز از دندان‌های نیش ماده‌ها بزرگتر بوده است، در واقع یک دودیسی جنسی محسوب می‌شود. اندازه‌گیری اسکلت از گونه نشان می‌دهد که وزنی در حدود ۴۵۰ کیلوگرم داشته است، در حالی که اندازه‌گیری گونه «آمفیماچایروودوس کبیر» که برای اولین بار در آفریقای مرکزی کشف شد (که البته در قاره‌های اوراسیا و دیگر مناطق آفریقا و همین‌طور آمریکای شمالی هم وجود داشته است)، وزنش ۴۰۰–۵۰۰ کیلوگرم بوده است. او از شانه‌های خود به ارتفاع ۱٫۲ متر و طول ۲ متر داشته است و این امر او را به یکی از بزرگ‌ترین گربه‌های شناخته‌شده تبدیل می‌کرده است. با این حال اندازه‌گیری‌ها دقیق نیست.
مانند بیشتر دندان‌خنجری‌ها، او به خاطر فک‌های که در آن دندان‌های نیش بزرگ و کشنده برجسته بود، شناخته می‌شود. گربه بزرگ شکارچی به خوبی می‌توانست خود را پنهان کند و منتظر طعمه آسیب‌پذیر بماند تا بر روی او بپرد و هنگامی که او را به زمین انداخت، دندان‌های نیش خود را در عمق گلو فرو کند و او را بکشد. با این حال نیروی گزش و توان آرواره‌های او بسیار کم بود. او ممکن است مانند شیر در گله‌ها زندگی کرده باشد و بدین ترتیب طعمه سریعی را که در دشت‌های میوسن زندگی می‌کرد، گرفتار کند.